# King Kong (serie animata 1966)
King Kong (The King Kong Show) è una serie televisiva animata statunitense-giapponese prodotta da Toho Animation, Arthur Rankin Jr. e Jules Bass, adattamento del famoso personaggio cinematografico King Kong.

## Trama
In questa serie, il gigantesco scimmione King Kong fa amicizia con la famiglia Bond, con il quale è coinvolto in varie avventure e peripezie, in particolare quella di salvare il mondo da mostri, robot, alieni, scienziati pazzi e altre minacce.

## Episodi
1. King Kong (Hour long Pilot Episode)/A Friend in Need and The Key to the City.
2. Under the Volcano/For the Last Time, Feller...I'm not Bait!/The Treasure Trap
3. The Horror of Mondo Island/Hey, that was a Close One World!/Dr. Who
4. Rocket Island/I was a 9 1/2 oz. Weakling Till One Day.../The African Bees
5. The Hunter/I was a Starling for the USA!/The Space Men
6. The Jinx of the Sphinx/Cool Nerves and... Steady Hands/The Greeneyed Monster
7. The Top of the World/All Guys from Outer Space are Creeps/The Golden Temple
8. The Electric Circle/Mechanical Granma/Mirror of Destruction
9. Tiger Tiger/The Day We Almost Had It/The Vise of Dr.Who
10. King Kong's House/Tom Makes History/MechaniKong
11. The Giant Sloths/Tom Scores Again/The Legend of Loch Ness
12. Dr. Bone/Blow, Jack, Blow!/No Man's Snowman
13. The Desert Pirates/Tom and the TV Pirates/Command Performance
14. The Sea Surrounds Us/The Girl from M.A.D./Show Biz
15. The Wizard of Overlord/Just One of those Nights/Perilous Porpoise
16. The Trojan Horse/Runt of 1.000 Faces/The Man from K.O.N.G.
17. Caribbean Cruise/Hello, Dollies!/Diver's Dilemma
18. The Great Sun Spots/Pardner/Kong is Missing
19. In the Land of the Giant Trees/Beans is Beans/Captain Kong
20. Statue of Liberty Play/What Goes Up.../Pandora's Box
21. The Thousand Year Knockout/Our Man, the Monster/Desert City
22. Eagle Squadron/Never Trust a Clam/The Kong of Stone
23. Murderer's Maze/Drop that Ocean, Feller/The Great Gold Strike
24. It Wasn't There Again Today/Plug that Leak/The Mad Whale
25. The King Kong Diamond/The Scooby/Anchors Away

## Adattamento cinematografico
- Dalla seguente serie animata è tratto il film King Kong - Il gigante della foresta.